# 알게로 방언

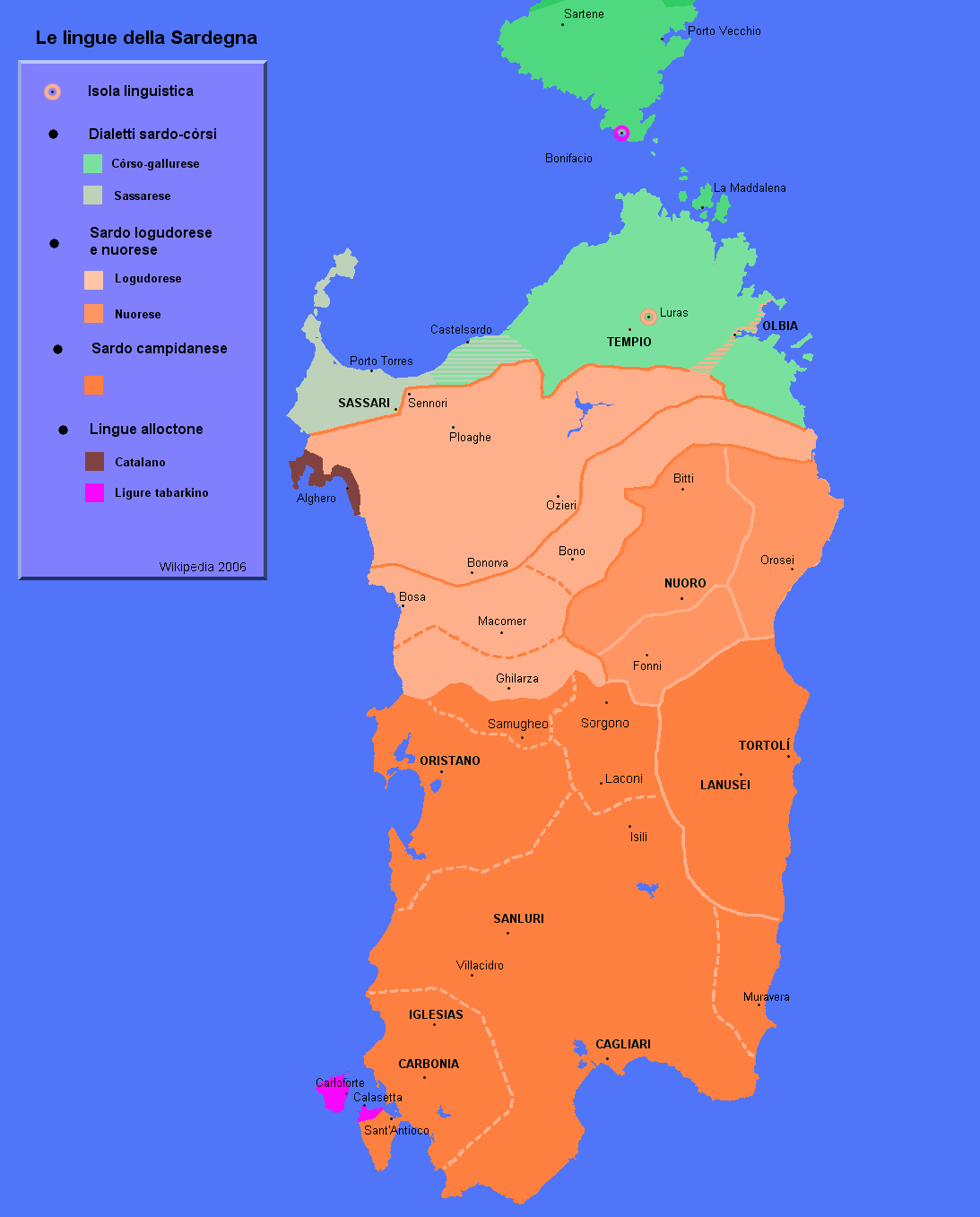
지도에서 갈색으로 칠해진 부분이 알게르어 사용지역이다

알게로 방언(카탈루냐어: Alguerès, 알게로방언: Alguerés)은 사르데냐 섬 북서부의 알게로(알게로 방언 발음으로는 랄게(L'Alguer))에서 사용되는 카탈루냐어의 방언이다.
이 방언은 중세 때 카탈루냐인 침입자들이 사르데냐인들을 몰아내고, 이 지역에 정착한 역사에 유래한다. 18세기에 스페인 왕위 계승 전쟁이 발발한 후, 공용어는 스페인어로 교체되었고, 그 이후에 다시 사르데냐어와 이탈리아어가 공식어의 지위를 차지하였다. 그러나 주변 강대 언어의 침식에도 불구하고 1960년대까지도 알게르어는 상당히 유지되었다. 최근 데이터에 따르면, 알게르 시 인구의 22.4%가 제1언어로서 사용하고, 90%는 알게르어를 이해한다고 한다. 주변의 사르데냐어, 스페인어, 이탈리아어 등으로부터 많은 어휘를 차용하였다. 많은 유럽의 소수언어가 독자성을 강조하는 데 비해, 알게르어는 카탈루냐어의 방언 또는 변이형으로 규정되고 있다.